# Aspila borealis
Aspila borealis är en fjärilsart som beskrevs av George Francis Hampson 1903. Aspila borealis ingår i släktet Aspila och familjen nattflyn. Inga underarter finns listade i Catalogue of Life.